# 黑线丹波鱼
黑线丹波鱼（学名：Dampieria melanotaenia）为拟雀鲷科丹波鱼属的鱼类，俗名黑条纹准雀鲷、黑线戴氏鱼。分布于南洋群岛、日本、及太平洋热带海区以及南海诸岛、海南岛海域、台湾南部等，属于暖水性小型鱼类。其常见于一般栖息在礁盘浅水海域。该物种的模式产地在望加锡、苏拉威西岛。